# Luigi's Mansion 2
Luigi's Mansion 2, conegut a Hong Kong i al Japó com a Luigi Mansion 2 (ルイージマンション2, Ruīji Manshon 2), conegut a Amèrica del Nord com a Luigi's Mansion: Dark Moon i a Corea del Sud com a Luigi Mansion Dark Moon, és un videojoc per a la Nintendo 3DS que és la seqüela de Luigi's Mansion (realitzada a Nintendo GameCube).
La jugabilitat del joc sembla a la versió precedent, però és prou diferent: en Luigi visita més d'una mansió per arreglar totes les destrosses que han fet els fantasmes després que la Lluna Obscura fos trencada, que els ha tornat malignes. En Luigi pot fer diverses accions amb la seva aspiradora i altres objectes.
El joc va sortir el 2013. És un dels jocs que participen en L'Any d'en Luigi, per a commemorar els 30 anys de la primera aparició d'en Luigi. Una versió màquina recreativa es va descobrir al Japó. Una seqüela, Luigi's Mansion 3, va ser publicada per a la Nintendo Switch. Una remasterització de Luigi's Mansion 2, anomenada Luigi's Mansion 2 HD, va sortir el 2024 per a la Nintendo Switch.

## Jugabilitat

Una captura del mode multijugador de Luigi's Mansion 2. S'hi pot veure que quatre Luigis estan representats avall (al mapa) i en la pantalla superior i han de capturar tots els fantasmes, essent a la sala C.

La jugabilitat de Luigi's Mansion 2 és molt semblant a la de l'original Luigi's Mansion. En Luigi, el personatge principal del joc, visitarà sis mansions, a diferència de l'única mansió de l'original, i ha d'aspirar els fantasmes que trobi en cada mansió amb la nova aspiradora Poltergust 5000 (Succionaentes 5000), la revisió de l'antiga Poltergust 3000, creada pel Professor E. Gadd («Profesor Fesor»). Per aspirar els fantasmes enemics s'han d'enlluernar primer amb una llum anomenada Stroboscope (o «Estrobombilla», en la versió castellana) per a capturar tots els fantasmes malignes i tornar la normalitat a les mansions. L'aspiradora també serveix per a explorar les mansions, agafar objectes llunyans, activar mecanismes, etc., ja que en cada sala hi ha moltíssims objectes aspirables. Per a trobar coses que han desaparegut, restes antigues de passos o de petjades en Luigi pot utilitzar la llum Dark Light («Desoscurizador») mostrada amb una llum de colors, que també serveix per a trobar els fantasmes especials «Ectochuchos», que és un gos fantasma que, per trobar-lo, s'han de seguir les seves petjades amb el Dark Light. L'aspiradora també pot ajudar en el pas del joc, com en agafar alguns objectes temporalment i llançar-los als enemics. En algunes zones en Luigi podrà comptar amb el Toad o amb Toad verds o blaus.
El joc té molta part basada en trencacloques, i també moltes parts on s'haurà de pensar bé en com es podrà avançar, com inflant un globus i deixar-se portar fins a arribar a la planta superior.
Les mansions on es pot entrar són: una estàndard -anomenada en la versió anglesa "Ghostly Manor"- (semblant a la de l'original), una en un bosc amb un arbre enorme -anomenada en la versió anglesa "Haunted Towers", una altra amb un rellotge en un desert -anomenada en la versió anglesa "Old Clockworks"-, una de neu -anomenada en la versió anglesa "Secret Mine", la mansió final on serà el cap final el Rei Boo -anomenada en la versió anglesa "Odoro Palace"- i una especial per als modes multijugador -«Thrill Tower» en la versió anglesa, "Torre de los Desafíos" en l'espanyola i "ScareScraper" en l'americana. També hi haurà The Safe Room, on el professor E. Gadd convida cada cop en Luigi per a veure'l si arriba al seu objectiu, tot i que també és el lloc inicial en el joc. Cada mansió és plena de trencaclosques i de fantasmes. També podrà comunicar-se sense anar a The Safe Room amb la Dual Scream, la successora de la Game Boy Horror de l'original.
A part del mode història, el joc té tres modes multijugador. En el mode Hunter ("Cazador" a la versió espanyola, "Caçador"), Luigis de diferents colors hauran de col·laborar entre ells per eliminar tots els fantasmes de la zona (de la mansió "Torre de los Desafíos"), i es poden triar les zones 5, 10 i 20 depenent del temps, i així passar a la següent, on s'admetrà local o online fins a quatre jugadors. En el mode Rush ("Tiempo" a la versió espanyola, "Temps"), els personatges hauran d'anar agafant rellotges perquè no se'ls acabi el temps (igual que a Super Mario 3D Land) i puguin arribar a l'escotilla. I en el mode Polterpups ("Ectochuchos" a la versió espanyola), els personatges han de trobar tots aquests fantasmes anomenats "Ectochuchos" amb la llum "Desoscurizador".

## Argument
Uns fantasmes d'Evershade Valley (la part del Món Xampinyó on es troben les mansions, en castellà "Valle Sombrío") ajuden al Professor Elvin Gadd en l'administració de la seva cambra mentre ell fa experiments. Aquests fantasmes es tornen bons per la Lluna Obscura, però quan el Rei Boo la trenca tots els fantasmes que l'ajudaven es tornen malèvols. En Luigi, a casa seva, rep un missatge del Professor Elvin Gadd perquè l'ajudi en tornar a la normalitat totes les mansions on hi ha hagut les destrosses, i el porta a The Safe Room amb el Pixelator.

## Desenvolupament
El desenvolupament del joc va començar entre el 2009 i el 2010, quan Miyamoto estava supervisant la producció. Originalment el joc va estar pensat per utilitzar-se a Wii però després es va optar per 3DS per provar els gràfics 3D. Primer es va provar a fer una versió per a 3DS del joc original (que al final va acabar llançant-se el 2018), intentant per segon cop que el joc de GameCube tingués efectes 3D.
Luigi's Mansion 2 es va presentar per primera vegada a l'E3 2011 com a Luigi's Mansion 2, i a la Nintendo 3DS Conference 2011 va tornar a tenir aparició amb dos nous tràilers. Es va programar per a principis de 2012. El joc es reanomenà com a Luigi's Mansion: Dark Moon a l'E3 2012, i es va reprogramar per a l'estiu d'aquell any.
En el Nintendo Direct del 4 d'octubre de 2012, es revela que el joc es diria a Europa i Australàsia Luigi's Mansion 2, al Japó Luigi Mansion 2 (i a Hong Kong) i Luigi's Mansion: Dark Moon a Amèrica del Nord (i a Corea del Sud); i en el del 5 de desembre es va anunciar la caràtula i dates de llançament: primer trimestre de 2013. El joc va acabar sortint a Amèrica del Nord el 24 de març de 2013, el 20 de març del mateix any al Japó, i el 28 de març de 2013 a Europa i Australàsia. Posteriorment es va anunciar que a Espanya i Portugal sortiria el 27 de març com a excepció a la resta de països. El 18 de juliol va sortir a Corea del Sud amb el nom de Luigi's Mansion: Dark Moon i el 26 de juliol va sortir a Hong Kong amb el nom de Luigi Mansion 2.

## Recepció

### Crítica
Luigi's Mansion 2 ha obtingut molt bones crítiques, amb un 85% de part de Metacritic i 84,81% de part de GameRankings. IGN l'ha puntuat amb un 9,3 de 10, dient que "Nintendo és un bon inventor". GameTrailers també l'ha puntuat amb un 9,3 de 10. Nintendo World Report amb un 9,5 de 10. Les pitjors notes han sigut de GameSpot, un 6,5 de 10 i Game Informer, un 8,5 de 10.
GAMINGtruth.com ha guardonat el joc amb un 9 de 10, dient que " és la perfecta estimulació per a una consola portàtil".

### Premis i nominacions
En l'edició 31 de la Golden Joystick Awards, aspira a la categoria de "Millor joc portàtil" Luigi's Mansion 2.
Com és de costum, el lloc web GameTrailers tria a principis de l'any vinent tria els videojocs més bons de l'any anterior depenent de diverses categories. Com a "Millor Joc de L'Any 2013" estaven nominats Luigi's Mansion 2 i Super Mario 3D World, però va guanyar The Last of Us.
Luigi Mansion 2 va rebre una menció honorífica en la categoria "Best Handheld/Mobile Game" (Millor Joc Portàtil/Mòbil), d'una de les cerimònies de videojocs més importants, les Game Developers Choice Awards, que se celebrarà durant l'esdeveniment Game Developers Conference 2014 a la tarda del 19 de març 2014 en el Moscone Center a San Francisco, Estats Units.
IGN va anunciar les seves opcions per als millors jocs llançats en 2013. Luigi Mansion 2 va obtenir la victòria en "Millor Gràfics 3DS" i "Millor BSO 3DS".
La revista nord-americana Game Informer ha revelat en la seva última edició la llista dels 50 millors jocs llançats el 2013, segons la publicació. Super Mario 3D World i Luigi's Mansion 2 han rebut una menció. La llista, que no està ordenada seguint un rànquing o qualsevol mode, també porta el nom d'altres èxits de Nintendo.
El joc va guanyar la categoria "Millor Videojoc Portàtil" ("Best Game on the Go") dels Canadian Videogame Awards 2014, originalment nominat en 5 categories.

### Vendes
El joc va arribar a la segona posició dels videojocs de 3DS més venuts al Regne Unit des del 16 al 22 de juny de 2013. Entre els dies 30 de juny i 6 de juliol va ser el tercer videojoc més venut de Nintendo 3DS al Regne Unit segons l'institut Chart-Track.
Als Estats Units va ser el tercer videojoc més venut en 3DS en l'abril de 2013. A data de l'agost de 2013, el videojoc va sumar 820.000 exemplars venuts en les seves versions físiques i descarregables. Fins al setembre de 2013, el videojoc va vendre 863 mil unitats als Estats Units.
Luigi's Mansion 2 va ser el tretzè videojoc més venut entre els dies 8 i 14 de juliol al Japó. És el quart videojoc més venut al Japó en el primer semestre de l'any amb 823.228 unitats venudes. Entre el 22 i el 28 de juliol Luigi's Mansion 2 va ser el divuitè videojoc més venut al Japó amb 8.147 / 842.538 unitats venudes. Segons Media-Create, entre el top 20 de videojocs més venuts al Japó entre el 29 de juliol i el 4 d'agost hi ha Luigi's Mansion 2 en setzena posició amb 7.595 / 850.134 unitats venudes.
Mundialment i a data de 31 de juliol de 2013, Luigi's Mansion 2 ja havia venut 1,43 milions de còpies. Quan va arribar a les tres milions d'unitats, Shigeru Miyamoto va felicitar a Next Level Games enviant-los un dibuix dedicat.
Fins al 30 de juny de 2015 va vendre 4,54 M a tot el món, convertint-se en el vuitè joc més venut per a 3DS a nivell mundial.

### Màrqueting
Coincidint amb L'Any d'en Luigi, el 2013 van ser llançats al Japó coixins i rellotges temàtics, i una línia de clauers de Bandai. Un diorama d'en Luigi va sortir el desembre de 2013 al Club Nintendo europeu i americà, que es van esgotar ràpidament; l'estoc es va renovar l'agost del 2015. El setembre de 2014 van sortir figures basades en el joc al Japó.
Només a les botigues GAME i GameStop d'Europa (i a FNAC.es únicament a Espanya), els que van reservar el joc Luigi's Mansion 2 s'emportaren una pilota anti-estrès d'un Boo.
Només de forma limitada només a Europa, es va poder adquirir el joc Luigi's Mansion 2 amb una caràtula fosforescent.
Al Canadà va sortir el 24 de març de 2012 un pack de Nintendo 3DS Cosmo Black amb el videojoc preinstal·lat. També va sortir un paquet de 3DS temàtic amb el joc. El novembre de 2013 va sortir un altre paquet a Amèrica del Nord amb una 3DS Cobalt Blue (color llançat al Japó el 22 de març de 2013 i actualment sense fabricació des del maig de 2013 i disponible a Corea del Sud des del 28 d'abril de 2013) i una còpia digital de Luigi's Mansion 2. Una botiga italiana va fer la pre-venda d'un paquet de 3DS XL negre amb el joc pre-instal·lat en la memòria que va sortir el 3 d'octubre de 2014.
El joc va resortir dins una línia de jocs rebaixats de preu al Japó el 17 de març de 2016. El joc va resortir també a Amèrica del Nord dins la línia "Nintendo Selects" el 26 d'agost de 2016.

## Llegat

### Luigi Mansion Arcade
Luigi Mansion Arcade (ルイージマンションアーケード, Ruīji Manshon Ākēdo) és una màquina recreativa. L'usuari del fòrum NeoGAF va publicar el novembre de 2014 unes imatges que revelen que una versió màquina recreativa de Luigi's Mansion 2 creada per Capcom. Va estar disponible al recinte on s'ha fotografiat del 30 d'octubre al 3 de novembre de 2014, però no s'hi podia jugar. Va arribar a mitjans de 2015 a molts centres japonesos, però el gener de 2015 es podia provar a la ciutat d'Ikebukuro i es va exposar al Japan Amusement Expo 2015 realitzat el febrer a la ciutat de Chiba. Es va poder provar al restaurant/arcade de Dave & Busters d'Addison a l'estat d'Illinois (EUA).
El joc té una perspectiva en primera a persona on en Luigi apareix algunes vegades en cinemàtiques. El Professor Elvin Gadd dona el tutorial i alguns consells dins el joc. El comandament té forma de l'aspirador Poltergust 5000 (incloent la punta rectangular) i dos botons (gallet i estroboscopi), i cal agitar-lo d'esquerra a dreta per succionar fantasmes. El joc té un mode cooperatiu, on dos Luigis, un de gorra verda i l'altre de gorra blava, han de seguir el camí que porta a la primera mansió, Gloomy Manor. Els jugadors han d'utilitzar el comandament en forma de Poltergust per primer il·luminar als fantasmes que s'amaguen per la casa, i després aspirar aquestes translúcides criatures. Aquesta versió arcade de Luigi's Mansion 2 té un ítem nou, una bomba que pot ser tirada als fantasmes que porten un escut per trencar-se'l i així facilitar la captura. La funció Dark Light del Poltergust 5000 pot ser utilitzada a Luigi's Mansion Arcade per revelar paisatges i fantasmes amagats.

### Luigi's Mansion 2 HD
Durant una presentació Nintendo Direct de juny de 2023, es va anunciar una remasterització en alta definició del joc per a la Nintendo Switch, anomenada Luigi's Mansion 2 HD (ルイージマンション２ HD, Ruīji Manshon Tsū Eichi Dī, lit. "Luigi Mansion 2 HD"). És el segon rellançament de la sèrie Luigi's Mansion després del remake per a Nintendo 3DS del primer Luigi's Mansion, i és el segon joc de la saga per a Nintendo Switch després de Luigi's Mansion 3. El joc manté els clips de veu d'en Charles Martinet per a en Mario i en Luigi, després que Kevin Afghani el substituís a Super Mario Bros. Wonder. El videojoc va acabar sortint el 27 de juny de 2024, i va rebre el nom de Luigi's Mansion 2 HD també a Amèrica del Nord i a Corea del Sud, on el joc original es coneixia amb el subtítol Dark Moon. Va ser desenvolupat per Tantalus Media, qui també va treballar en el remake The Legend of Zelda: Skyward Sword HD, amb l'ajut de Zero One i Lakshya Digital. Va obtenir una mitjana de puntuacions de 77 sobre 100 a Metacritic i va ser líder de vendes al Regne Unit i al Japó durant la seva primera setmana.